# Deutsche Gesellschaft zur Rettung Schiffbrüchiger
El Servicio Marítimo de Búsqueda y Rescate Alemán (en alemán: Deutsche Gesellschaft zur Rettung Schiffbrüchiger, DGzRS) se encarga de la búsqueda y rescate en aguas territoriales alemanas del Mar del Norte y el Mar Báltico, incluyendo la Zona Económica Exclusiva.
La sede y el Centro de Coordinación de Salvamento Marítimo de la Sociedad se encuentran en Bremen. Fue fundada en Kiel el 29 de mayo de 1865. Posee 61 botes salvavidas de 54 estaciones, 185 miembros de tripulación y 800 empleados voluntarios.
La Sociedad cuenta con cerca de 2.000 contratos al año. Hasta el 2005, se han rescatado cerca de 72.000 personas. En 2004 se salvaron 368 vidas, se han salvado a 837 personas de situaciones críticas y se han colocado 343 medios de transporte sanitarios.
Los DGzRS está financiado en su totalidad por cuotas de membresía, donaciones privadas y herencias.
El escritor y miembro honorario Nikolai von Michalewsky ha inmortalizado los DGzRS en su serie de novelas de ciencia ficción, tomándolo como modelo para su libro "Independent Society for Saving Spacewrecked".

## Flota
Los DGzRS operan 61 buques en 54 estaciones en el Mar del Norte y el mar Báltico. 20 de los cuales son los cruceros marítimos de entre 20 m y 46 m de longitud y 41 embarcaciones que son clasificados como botes costeros salvavidas. Una característica de los cruceros es que todos, excepto la clase de 20 metros llevan un pequeño bote salvavidas completamente equipado en la cubierta que rápidamente puede ser liberado a través de una puerta en la popa para la realización de operaciones en aguas poco profundas. Dicho principio fue desarrollado por DGzRS en la década de 1950. [1] La clase de 20 m utiliza un bote inflable de casco rígido en su lugar. [2]

### Botes salvavidas
| 'Nombre'             | 'Station         | 'Observaciones'         |
| -------------------- | ---------------- | ----------------------- |
| 46-m class           |                  |                         |
| Hermann Marwede      | Heligoland       |                         |
| Clase de 44-m        |                  |                         |
| Wilhelm Kaisen       |                  | Desmantelado            |
| Clase de 44-m 36-m   |                  |                         |
| Harro Koebke         | Sassnitz         |                         |
| Clase de 27.5-m      |                  |                         |
| Berlin               | Laboe            |                         |
| Hermann Helms        | Cuxhaven         |                         |
| Alfried Krupp        | Borkum           |                         |
| Vormann Steffens     | Hooksiel         |                         |
| Arkona               | Warnemünde       |                         |
| Bremen               | Großenbrode      |                         |
| Clase de 23.3-m      |                  |                         |
| Minden               | List (Sylt)      |                         |
| Vormann Leiss        | Amrum            |                         |
| Nis Randers          | Maasholm         |                         |
| Vormann Jantzen      |                  | Reserva (Mar Báltico)   |
| Hannes Glogner       |                  | Reserva (Mar del Norte) |
| Clase de 23.1-m      |                  |                         |
| Hermann Rudolf Meyer | Bremerhaven      |                         |
| Hans Hackmack        | Grömitz          |                         |
| Theo Fischer         | Darßer Ort       |                         |
| Bernhard Gruben      | Norderney        |                         |
| Clase de 20-m        |                  |                         |
| Eiswette             | Nordstrand       |                         |
| Eugen                | Greifswalder Oie |                         |
| Theodor Storm        | Büsum            |                         |

## Galería

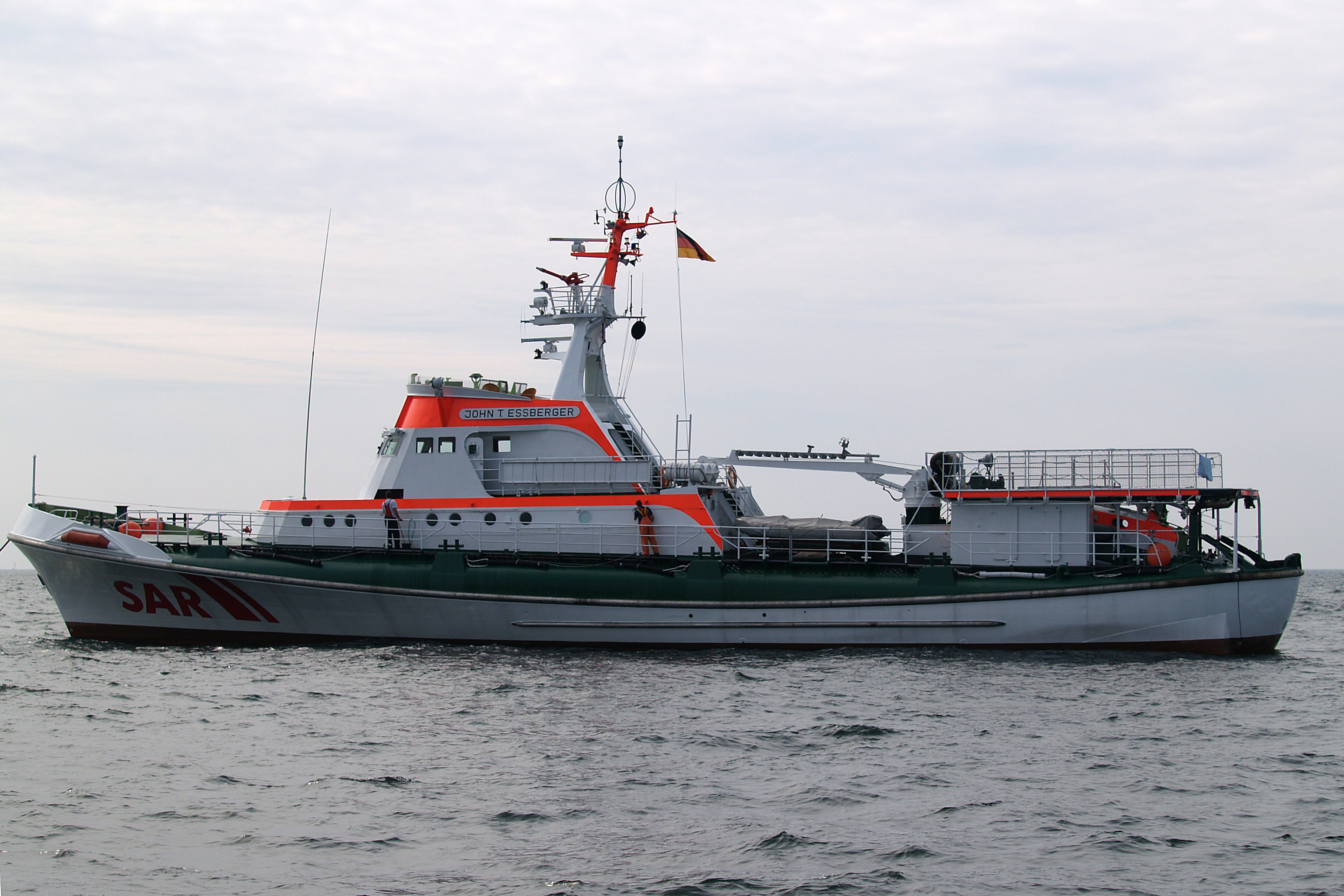
SK John T. Essberger, uno de los grandes cruceros clase 44m de los DGzRS
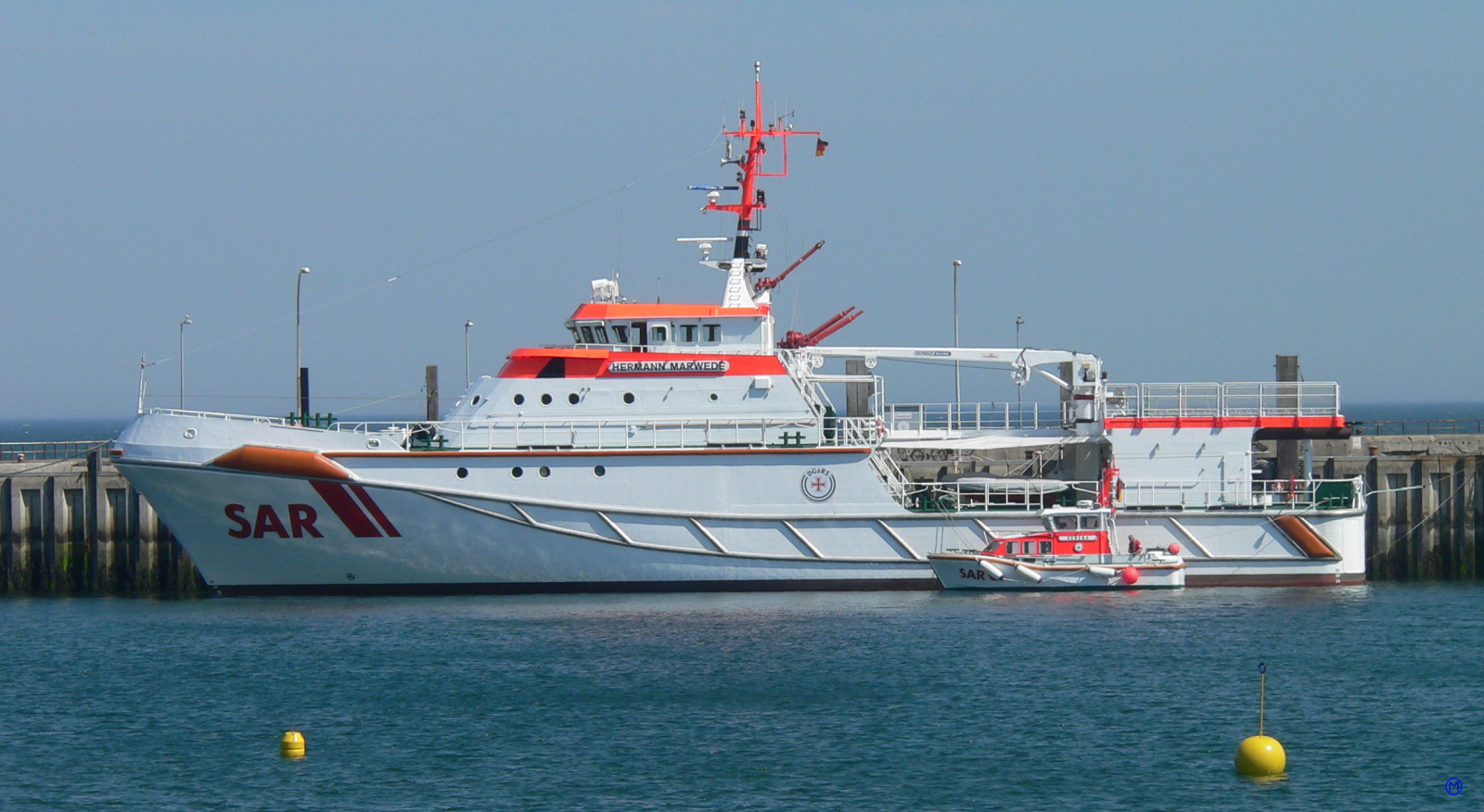
SK Hermann Marwede, el único crucero clase 46m de los DGzRS
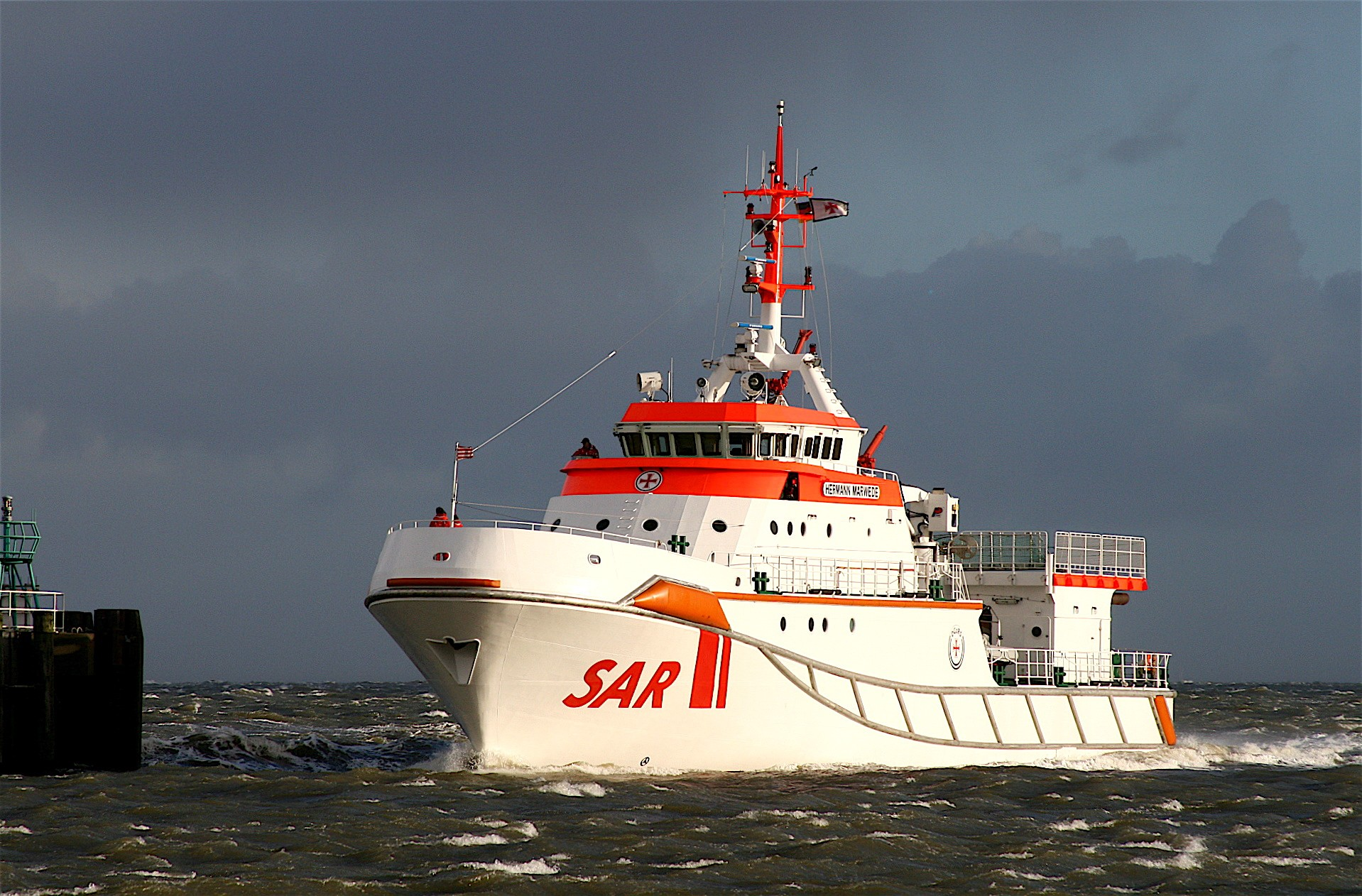
El Marwede' en el mar
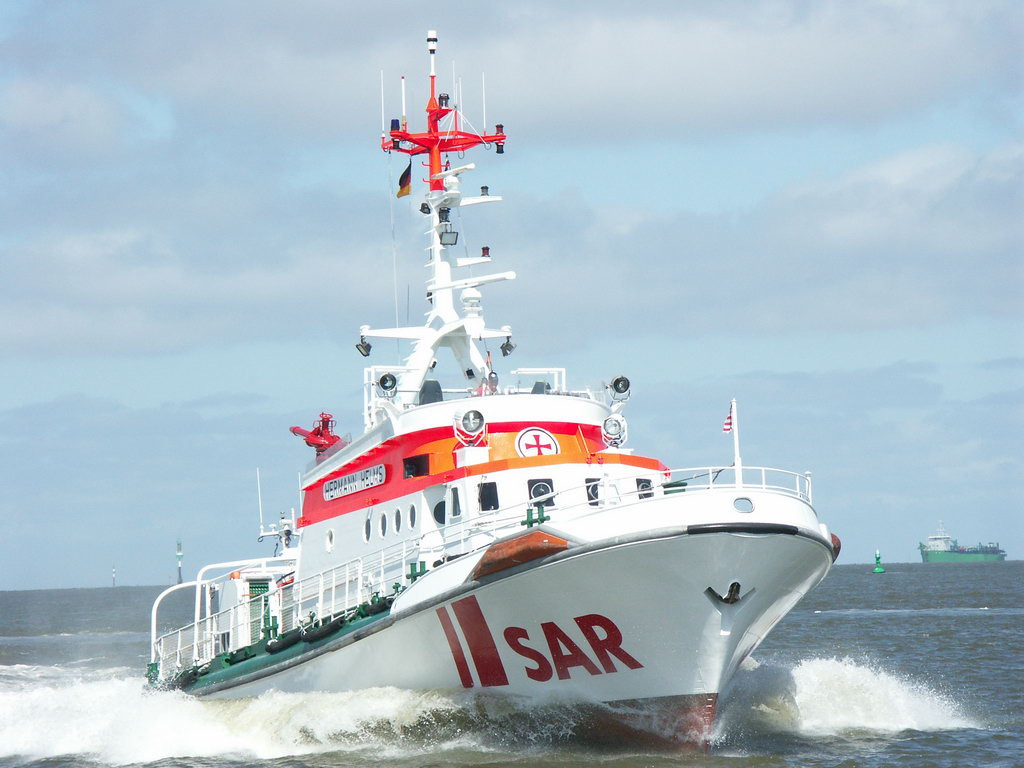
SK' Herman Helms, crucero clase 27m
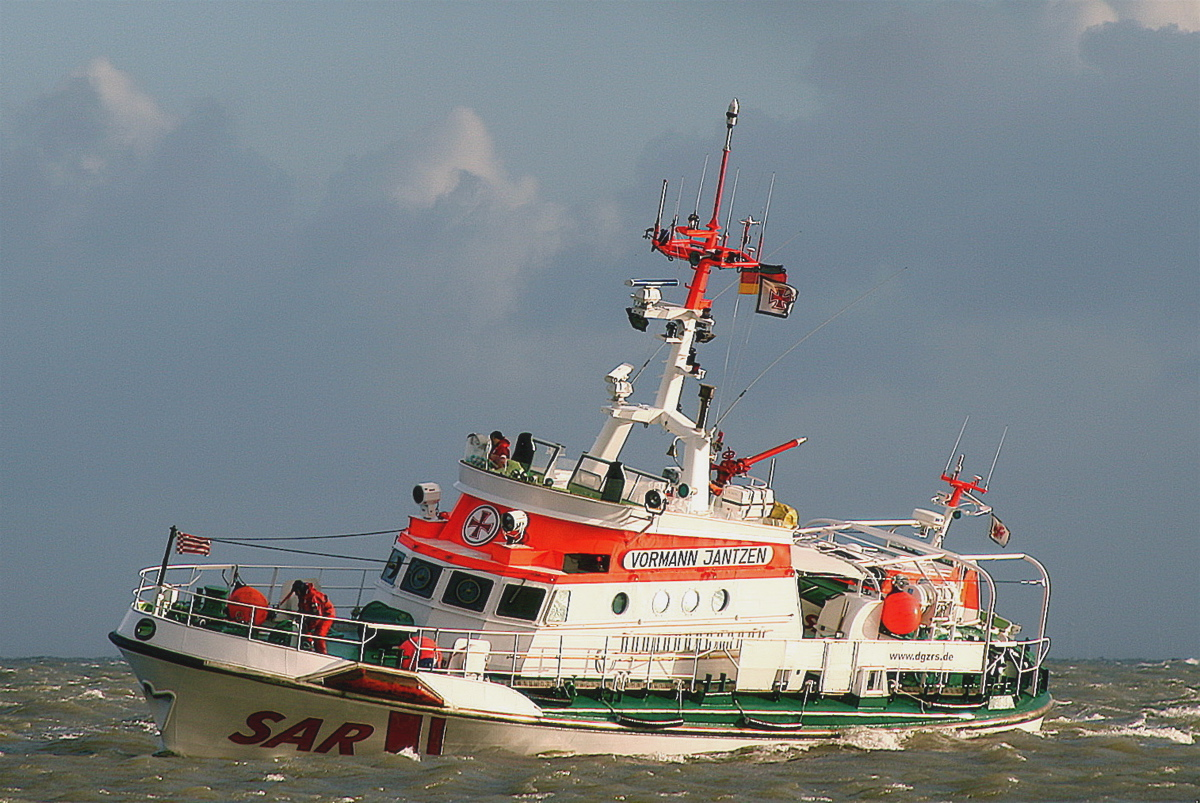
SK Vormann Jantzen